# جاك هيث
جاك هيث (بالإنجليزية: Jack Heath)‏ (23 أغسطس 1986، سيدني في أستراليا)؛ كاتب للأطفال وروائي أسترالي.